# Centro Democrático (Colombia)
Centro Democrático es un partido político colombiano conservador y de centro fundado en 2013 por el expresidente de Colombia Álvaro Uribe Vélez. En sus inicios el partido reunió varios políticos del uribismo, así como varios disidentes del Partido Conservador y el Partido de la U. Según el mismo partido, sus objetivos son la seguridad democrática, la confianza inversionista, la cohesión social, el Estado austero descentralizado y el diálogo popular.
El 23 de julio de 2014 se constituyó oficialmente como partido político al obtener 20 curules en el Senado y 19 representantes a la Cámara durante las elecciones legislativas de 2014, consolidándose como el principal partido de oposición a algunas políticas del gobierno de Juan Manuel Santos. Entre sus plataformas ha sido notable por ser el único partido en declararse formalmente en oposición al Proceso de Paz firmado entre el presidente Juan Manuel Santos y el grupo guerrillero FARC. En cuestiones sociales, ha defendido posiciones conservadoras como la oposición a la eutanasia, al matrimonio de personas del mismo sexo y al aborto, ganando el apoyo de grupos cristianos —como los evangélicos— por su énfasis en la defensa de «la cristiandad, la familia y sus tradiciones».
El expresidente de Colombia Iván Duque Márquez (elegido para el periodo 2018-2022) es militante de este partido. Ciertos medios nacionales e internacionales referencian la influencia del 'Ñeñe' en la campaña de 2018. Aunque no llegó a comprobarse la financiación por parte del mismo. 

## Historia
El partido nació debido al distanciamiento que se dio entre Juan Manuel Santos y Álvaro Uribe, quienes eran aliados políticos. Juan Manuel Santos había servido como Ministro de Defensa durante la administración de Uribe y además había fundado el Partido Social de Unidad Nacional, también conocido como Partido de la U, que apoyó abiertamente la reelección de Uribe en 2006.
Durante las elecciones de 2010 Uribe apoyó directamente a Juan Manuel Santos para que accediera a la presidencia, y en agosto de 2010, una vez electo Juan Manuel Santos, el presidente Álvaro Uribe le otorgó a quien fuese su exministro de defensa la Cruz de Boyacá.
Sin embargo, una vez posesionado, Juan Manuel Santos obró de una manera contraria a las promesas de campaña hechas junto al expresidente Uribe. Al restablecer las relaciones diplomáticas con Venezuela y nombrar a varios ministros que eran enemigos del uribismo, además de la implementación de políticas como el reconocimiento del conflicto interno o la sanción de la Ley de Víctimas y la Ley de Restitución de Tierras, por lo que durante el año 2011, Álvaro Uribe comenzó una serie de críticas hacia el Gobierno Santos. Pero sus diferencias estallaron en el 2012, por el atentado contra el exministro uribista Fernando Londoño genera una oleada de críticas en contra del presidente Juan Manuel Santos, criticándole al Gobierno el mal manejo que se le había dado a la seguridad y la desprotección ofrecida hacia los exfuncionarios uribistas. Este hecho generó una gran división en la política nacional, pues mientras los uribistas culpaban a las FARC, el presidente Santos y sus aliados políticos culpaban a la llamada "Mano Negra" que era asociada a la extrema derecha en Colombia.
Pero un hecho político que sucedió en ese mismo año 2011 y que detonó la separación del uribismo y Juan Manuel Santos fue el inicio de un proceso de negociación con las Fuerzas Armadas Revolucionarias de Colombia (FARC-EP), hecho que fue rechazado por el uribismo, quienes pidieron el apoyo de los partidos, congresistas y políticos que tradicionalmente habían apoyado a Álvaro Uribe, pero al no conseguir el apoyo esperado por los políticos y al sentirse traicionado por un presidente al cual el uribismo ayudó a elegir como Santos, Álvaro Uribe toma la decisión de crear un partido de uribismo puro que fuera leal a sus ideas y políticas y que se consolida de cara a las elecciones de 2014.
Es así como en el año 2013 Álvaro Uribe reúne a sus principales aliados políticos y forma su propio partido de oposición al Gobierno Santos, siendo apoyado por su ideólogo político y exasesor presidencial José Obdulio Gaviria. José Obdulio Gaviria le propuso a Uribe desligarse del Partido de la U y formar una nueva fuerza política. A finales del año 2012 en la Asamblea Nacional del Partido de la U, Uribe intenta recuperar las bases de su antiguo partido y llama a sus militantes a una convergencia hacia el "Puro Centro Democrático" basado en el uribismo puro, ya que Uribe criticaba el deterioro de la seguridad en el país durante el gobierno de Santos y el Proceso de Paz que se adelanta con las FARC, y como no logró el apoyo esperado al interior del Partido de la U, decidió fundar su propio partido político.

### Lanzamiento oficial
El 20 de enero de 2013 Álvaro Uribe junto a sus exministros Óscar Iván Zuluaga, el senador Juan Carlos Vélez Uribe, el exembajador Carlos Holmes Trujillo, su exvicepresidente Francisco Santos Calderón y el exviceministro de Defensa Rafael Guarín, redactaron en la ciudad de Bogotá la que sería su Declaración Política y su estrategia de cara a las elecciones de 2014.
El 31 de enero siguiente, sería presentada públicamente en la ciudad de Santa Marta dicha estrategia, bajo la premisa de una alternativa de Centro Democrático y con el eslogan Colombia piensa en grande. Allí desfilaron cada uno de los posibles precandidatos presidenciales: Óscar Iván Zuluaga, Francisco Santos y Juan Carlos Vélez. Cada uno en sus intervenciones arreció críticas contra el mandatario Juan Manuel Santos y presentó sus propuestas.

### Elecciones presidenciales y legislativas de 2014
En el año 2013 el partido proclama a Óscar Iván Zuluaga como su candidato para las elecciones presidenciales de 2014, en las cuales el candidato estuvo cerca de ganar la presidencia.
Para las elecciones legislativas de 2014 el partido presentó una lista cerrada a la Cámara de Representantes y al Senado de la República la cual estaba conformada por amigos y aliados cercanos a Álvaro Uribe como su exasesor presidencial José Obdulio Gaviria, Paloma Valencia Laserna, María Fernanda Cabal, Paola Holguín, Samuel Hoyos, Ernesto Macías, Tatiana Cabello, Iván Duque, Alfredo Rangel, Alfredo Ramos Maya, Margarita Restrepo, Thania Vega de Plazas,  entre otros. Contando con un total de 39 congresistas, distribuidos en: 20 senadores y 19 representantes a la Cámara.

### Elecciones regionales de 2015
Centro Democrático ha contado con gran apoyo principalmente en los departamentos de la Región Andina y de los Llanos Orientales como Antioquia, región en la cual el uribismo es muy fuerte, Casanare, el único departamento en el que Centro Democrático obtuvo una gobernación en las elecciones regionales de 2015, en Bogotá logró una alta votación en las elecciones legislativas de 2014 y también obtuvo la segunda mayor votación al Concejo de Bogotá en donde cuenta con un gran apoyo electoral. Luego de las elecciones regionales de 2015, Álvaro Uribe decidió que las bancadas de Centro Democrático en el Concejo y el Congreso apoyarían a Enrique Peñalosa en Bogotá y a Federico Gutiérrez en Medellín.

### Elecciones presidenciales y legislativas de 2018
El 11 de marzo de 2018, en las elecciones legislativas, obtuvo 19 senadores con una votación de 2 513 320 (16,41 %) y 32 representantes a la cámara con 2 382 357 (16,02 %), convirtiéndose en la primera fuerza política en el Congreso con 52 congresistas, y la fuerza mayoritaria en el Senado de la República.
El Centro Democrático inscribió como candidato a las Elecciones presidenciales de Colombia de 2018 al senador Iván Duque Márquez tras haber ganado a sus contrincantes internos del partido. Duque posteriormente se midió con los candidatos por firmas: Marta Lucía Ramírez y Alejandro Ordóñez, en la Gran Consulta por Colombia, realizada el día 11 de marzo de 2018. Los resultados fueron los siguientes:
- Iván Duque: 4 038 101 (67,74 %)
- Marta Lucía Ramírez: 1 537 790 (25,79 %)
- Alejandro Ordóñez: 384 721 (6,45 %)

Duque se presentó como candidato del partido en la Gran Alianza por Colombia que se conformó junto con los partidos Somos Región Colombia, Colombia Justa Libres, y MIRA

## Fundadores
|                                        |                                            |                                                    |                                              |                                     |                                              |
| Álvaro Uribe Vélez                     | Francisco Santos                           | Óscar Iván Zuluaga                                 | Carlos Holmes Trujillo                       | Juan Carlos Vélez                   | Rafael Giovanni Guarín                       |
|                                        |                                            |                                                    |                                              |                                     |                                              |
| Presidente de la República (2002-2010) | Vicepresidente de la República (2002-2010) | Ministro de Hacienda y Crédito Público (2007-2010) | Ministro del Interior y Gobierno (1997-1998) | Senador de la República (2010-2014) | Viceministro de Defensa Nacional (2010-2011) |

## Presidentes
| Nombre (Nacimiento) | Nombre (Nacimiento)                  | Imagen | Período en el cargo     | Período en el cargo     |
| Nombre (Nacimiento) | Nombre (Nacimiento)                  | Imagen | Inicio                  | Final                   |
| ------------------- | ------------------------------------ | ------ | ----------------------- | ----------------------- |
|                     | Alejandro Arbeláez Arango (1972-)    |        | 20 de enero de 2013     | 14 de marzo de 2014     |
|                     | Alicia Victoria Arango Olmos (1958-) |        | 14 de marzo de 2014     | 23 de julio de 2014     |
|                     | Óscar Iván Zuluaga Escobar (1959-)   |        | 23 de julio de 2014     | 15 de diciembre de 2016 |
|                     | Nubia Stella Martínez Rueda (1963-)  |        | 15 de diciembre de 2016 | 1 de abril de 2024      |
|                     | Gabriel Jaime Vallejo Chujfi (1976-) |        | 1 de abril de 2024      | En el cargo             |

## Autoridades

### Senadores
En las elecciones legislativas de 2022 el partido Centro Democrático obtuvo 13 curules en el senado, siendo la quinta lista más votada. En febrero de 2024 el partido perdió una curúl puesto que el senado decretó silla vacía en la curul del senador Ciro Ramirez, capturado por corrupción. A continuación se presenta la lista de los senadores electos, en el orden de mayor obtención de votos.
| # | #  | Fotografía | Titular                         | Votos   | Legislatura                                          |
| - | -- | ---------- | ------------------------------- | ------- | ---------------------------------------------------- |
|   | 1  |            | Miguel Uribe Turbay             | 226.922 | 2022-2025 (fallecido)                                |
|   | 2  |            | María Fernanda Cabal Molina     | 207.732 | 2022-2026                                            |
|   | 3  |            | Josué Alirio Barrera Rodríguez  | 103.972 | 2022-2026                                            |
|   | 4  |            | Andrés Felipe Guerra Hoyos      | 69.449  | 2022-2026                                            |
|   | 5  |            | Esteban Quintero Cardona        | 69.448  | 2022-2026                                            |
|   | 6  |            | Paola Andrea Holguín Moreno     | 66.476  | 2022-2026                                            |
|   | 7  |            | Paloma Susana Valencia Laserna  | 63.559  | 2022-2026                                            |
|   | 8  |            | Enrique Cabrales Baquero        | 61.453  | 2022-2026                                            |
|   | 9  |            | Carlos Manuel Meisel Vergara    | 54.098  | 2022-2026                                            |
|   | 10 |            | Ciro Alejandro Ramírez Cortés   | 51.986  | 2022-2023 (capturado, silla vacía) 2025 - (imputado) |
|   | 11 |            | José Vicente Carreño Castro     | 50.632  | 2022-2026                                            |
|   | 12 |            | Honorio Miguel Henríquez Pinedo | 47.232  | 2022-2026                                            |
|   | 13 |            | Yenny Esperanza Rozo Zambrano   | 43.153  | 2022-2026                                            |

## Resultados

### Elecciones presidenciales
|  | 29.28 % |

|  | 45.00 % |

|  | 39.34 % |

|  | 54.03 % |

### Elecciones legislativas
|  | 14.29 % |

|  | 16.19 % |

|  | 16.41 % |

|  | 18.57 % |

|  | 11.47 % |

|  | 10.20 % |

### Elecciones regionales
| Año  | Gobernadores | Alcaldías | Diputados | Concejales  |
| ---- | ------------ | --------- | --------- | ----------- |
| 2015 | 1/32         | 55/1102   | 33/418    | 571/12 166  |
| 2019 | 4/32         | 154/1102  | 34/418    | 1685/12 166 |
| 2023 | 3/32         | 113/1102  | 40/418    | 1876/12 166 |